# 天主教巴尼教區
天主教巴尼教區（拉丁語：Dioecesis Baniensis）是多明尼加共和國一個羅馬天主教教區，屬聖多明各總教區。
教區1986年11月8日成立，管轄範圍包括聖克里斯多堡省、佩拉維亞省和聖荷西省。2012年有教友724,000人，佔轄區總人口88.5%。教區下轄廿一個堂區，有卅五名司鐸。現任教區主教為弗雷迪·安多尼·德赫蘇斯·布雷頓·馬丁內斯。